# José Francisco Torres
Pour les articles homonymes, voir José Torres et Torres.
José Francisco Torres Mezzell, né le 29 octobre 1987 à Longview au Texas (États-Unis), est un joueur international américain de soccer. Il joue au poste de milieu de terrain aux Toros de Rio Grande Valley en USL Championship.

## Biographie
Né d'un père mexicain et d'une mère américaine José Francisco à la double nationalité américano-mexicaine même s'il choisit finalement de jouer pour l'équipe des États-Unis.

## Palmarès
CF Pachuca
- Vainqueur de la Ligue des champions de la CONCACAF en 2007, 2008 et 2010
- Vainqueur de la North American SuperLiga en 2007
- Vainqueur du tournoi de clôture du championnat du Mexique en 2007